# Хрустово (Пільський повіт)
Хрустово (пол. Chrustowo, нім. Hohendorf) — село в Польщі, у гміні Уйсьце Пільського повіту Великопольського воєводства.
Населення — 260 осіб (2011).
У 1975—1998 роках село належало до Пільського воєводства.

## Демографія
Демографічна структура станом на 31 березня 2011 року:
|          | Загалом | Допрацездатний вік | Працездатний вік | Постпрацездатний вік |
| -------- | ------- | ------------------ | ---------------- | -------------------- |
| Чоловіки | 131     | 37                 | 84               | 10                   |
| Жінки    | 129     | 22                 | 79               | 28                   |
| Разом    | 260     | 59                 | 163              | 38                   |